# Неннессон, Киммен
Киммен Неннессон (швед. Kimmen Nennesson; род. 2 февраля 2006) — шведский футболист, полузащитник «Мьельбю».

## Клубная карьера
Является воспитанником «Мьельбю», выступал за юношеские команды клуба. В январе 2024 года стал привлекаться к тренировкам основной команды и предсезонным товарищеским матчам. В мае 2017 года подписал ученический контракт с командой. 15 мая в матче с «Хаммарбю» дебютировал в чемпионате Швеции, появившись на поле на 88-й минуте вместо Никласа Ройкьера.

## Клубная статистика
| Выступление      | Выступление      | Выступление      | Лига | Лига | Кубки | Кубки | Конт. кубки | Конт. кубки | Итого | Итого |
| Клуб             | Лига             | Сезон            | Игры | Голы | Игры  | Голы  | Игры        | Голы        | Игры  | Голы  |
| ---------------- | ---------------- | ---------------- | ---- | ---- | ----- | ----- | ----------- | ----------- | ----- | ----- |
| Мьельбю          | Алльсвенскан     | 2024             | 1    | 0    | 0     | 0     | 0           | 0           | 1     | 0     |
| Мьельбю          | Итого            | Итого            | 1    | 0    | 0     | 0     | 0           | 0           | 1     | 0     |
| Всего за карьеру | Всего за карьеру | Всего за карьеру | 1    | 0    | 0     | 0     | 0           | 0           | 1     | 0     |